# Jack Harrison
Jack David Harrison (* 20. November 1996 in Stoke-on-Trent) ist ein englischer Fußballspieler, der aktuell als Leihspieler von Leeds United beim FC Everton unter Vertrag steht. Der Flügelspieler ist ehemaliger englischer U21-Nationalspieler.

## Vereinskarriere

### Anfänge
Der in Stoke-on-Trent geboren und in Bolton aufgewachsene Jack Harrison begann seine fußballerische Ausbildung in der Jugendakademie des FC Liverpool. Dort hielt es ihn jedoch nur für kurze Zeit, denn mit sieben Jahren schloss er sich dem Nachwuchs von Manchester United an. In der Akademie der Red Devils spielte er sieben Jahre, bevor er seine fußballerischen Ambitionen vorerst der Bildung wegen hinten anstellte und auf die private Berkshire School in Sheffield, Massachusetts wechselte. Er spielte dort im Schulteam und zeigte hervorragende Leistungen. Zur Saison 2015 erhielt Harrison ein Stipendium für die Wake Forest University, um für die Demon Deacons Fußball zu spielen. Er startete in allen der 22 Ligaspiele, in denen ihm acht Tore und elf Vorlagen gelangen. Anschließend spielte er für den Manhattan SC, einem Farmteam des MLS-Franchise New York City FC.

### New York City FC
Seine starken Leistungen wurden von Franchises der Major League Soccer genau beobachtet und im Dezember 2015 versuchte sich der New York City FC, ihn als Homegrown Player zu sichern. Die MLS lehnte jedoch ab und Harrison meldete sich als jüngster Spieler des Jahrgangs für den MLS SuperDraft 2016 an. Am 14. Januar 2016 wurde er als 1. Pick von Chicago Fire ausgewählt, welche die Rechte an Harrison jedoch umgehend in einem Trade an den New York City FC abtraten und dafür den vierten Pick Brandon Vincent sowie Geld erhielten. Kurz nach dem Draft wurde bei ihm ein gebrochener Beckenknochen entdeckt, wodurch er für drei Monate ausfiel. Sein MLS-Debüt verzögerte sich dadurch bis zum 21. Mai 2016 (11. Spieltag), als er bei der historischen 0:7-Heimniederlage gegen die New York Red Bulls in der 57. Spielminute für Tommy McNamara eingewechselt wurde. In seinem nächsten Einsatz am 3. Juni (13. Spieltag) bei der 2:3-Heimniederlage gegen Real Salt Lake erzielte er bereits sein erstes Tor. In der Folge etablierte er sich rasch als Stammkraft und beendete sein erstes Spieljahr 2016 nach 23 Ligaeinsätzen, in denen ihm ein Tor und sieben Vorlagen gelangen.
Zur nächsten Saison 2017 erhielt er zusammen mit seinen Teamkollegen Eirik Johansen und Ronald Matarrita eine Green Card und behielt seinen Stammplatz auf dem rechten Flügel bei. Am 30. April 2017 (8. Spieltag) erzielte er beim 3:2-Auswärtssieg gegen die Columbus Crew einen Doppelpack. Seine guten Leistungen im Trikot der Pigeons wurde auch von den einstigen Weltklassespielern Andrea Pirlo und Frank Lampard gelobt, die beim New York City FC ihre Karriere ausklingen ließen. In dieser Spielzeit kam Harrison in 36 Ligaspielen zum Einsatz, in denen er zehn Tore und drei Vorlagen verbuchen konnte.

### Über Manchester nach Middlesbrough
Am 30. Januar 2018 verpflichtete der Schwesterklub Manchester City Harrison und stattete ihn mit einem Viereinhalbjahresvertrag aus.
Die Citizens liehen ihn noch am selben Tag für die verbleibende Saison 2017/18 zum Zweitligisten FC Middlesbrough aus. Am 17. Februar 2018 (32. Spieltag) debütierte er bei der 0:1-Auswärtsniederlage gegen Cardiff City, als er in der 83. Spielminute für Jonathan Howson eingewechselt wurde. Er schaffte es jedoch nicht an Adama Traoré und Stewart Downing vorbeizukommen und kam deshalb unter Cheftrainer Tony Pulis nur zu vier Kurzeinsätzen für Boro.

### Leeds United
Im Sommer 2018 kehrte er vorerst zu Manchester City zurück und nahm dort an der Saisonvorbereitung teil. Am 30. Juli 2018 wurde er für die gesamte Spielzeit 2018/19 an den Zweitligisten Leeds United ausgeliehen. Sein Debüt bestritt er am 5. August 2018 (1. Spieltag) beim 3:1-Heimsieg gegen Stoke City, als er in der Schlussphase für Ezgjan Alioski eingewechselt wurde. Mit den Whites befand er sich von Beginn an in den Aufstiegsrängen und Cheftrainer Marcelo Bielsa band ihn rasch in die Startformation ein. Am 15. September (7. Spieltag) erzielte er im Auswärtsspiel gegen den FC Millwall in der 89. Spielminute den Ausgleich zum 1:1-Endstand. Aufgrund von Verletzungsproblemen rutschte er jedoch bereits im Oktober 2018 wieder aus der ersten Elf und erst zum Jahresende 2018 konnte er sich wieder in die diese spielen. In der Rückrunde startete er regelmäßig, verpasste mit Leeds United aufgrund eines sehr schwachen Saisonendes jedoch den Direktaufstieg und musste in die Aufstiegs-Playoffs. Dort scheiterte man bereits im Halbfinale am von seinem ehemaligen Teamkollegen Frank Lampard trainierten Derby County. Harrison absolvierte in dieser Spielzeit 39 Ligaspiele, in denen er vier Tore erzielte und genauso viele vorbereitete.
Im Anschluss an die Leihe sollte Harrison zu Manchester City zurückkehren. Leeds United war jedoch laut Medienberichten stark darin interessiert den Flügelspieler fest zu verpflichten, konnte sich jedoch mit den Citizens zunächst nicht auf einen Wechsel verständigen. Am 1. Juli 2019 unterzeichnete er vorerst eine einjährige Vertragsverlängerung bei Manchester City. Leeds United verpflichtete ihn noch am selben Tag erneut für ein Jahr auf Leihbasis und sicherte sich zusätzlich eine Kaufoption. Bereits am 4. August 2019 (1. Spieltag) erzielte er beim 3:1-Auswärtssieg gegen Bristol City sein erstes Saisontor. Seine starken Leistungen im November 2019 brachten ihm eine Nominierung zum Player of the Month ein, der schließlich aber Jarrod Bowen wurde. Auch in dieser Saison 2019/20 spielte er mit den Whites um den Aufstieg in die Premier League, wobei schließlich sogar überlegen die Meisterschaft gewonnen werden konnte und Leeds nach 16 Jahren Abstinenz in die Premier League zurückkehrte. Harrison absolvierte alle 46 Ligaspiele, in denen ihm sechs Tore und acht Vorlagen gelangen.
Zur Saison 2020/21 wurde die Leihe erneut verlängert. Zur Saison 2021/22 erwarb Leeds United schließlich die Transferrechte an Harrison.
Im August 2023 wurde er an den FC Everton ausgeliehen.

## Nationalmannschaft
Im Oktober 2017 bestritt Jack Harrison zwei Länderspiele für die englische U21-Nationalmannschaft.

## Erfolge
- Meister der EFL Championship und Aufstieg in die Premier League: 2020